# Brian Jenkins
Brian Jenkins (Bridgend, 20 de junio de 1943-Swindon, 24 de diciembre de 2017) fue un deportista británico que compitió en natación. Ganó una medalla de plata en el Campeonato Europeo de Natación de 1962, en la prueba de 200 m mariposa.

## Palmarés internacional
| Campeonato Europeo | Campeonato Europeo | Campeonato Europeo | Campeonato Europeo |
| Año                | Lugar              | Medalla            | Prueba             |
| ------------------ | ------------------ | ------------------ | ------------------ |
| 1962               | Leipzig (RDA)      | Medalla de plata   | 200 m mariposa     |